# 全周都
全 周都（チョン・ジュド、朝鮮語: 전주도、英語: Chun Ju-do、1964年1月25日 - ）は、大韓民国（韓国）の男子プロボクサー。江原道出身。元IBF世界スーパーフライ級王者。

## 来歴
1981年5月8日、全はプロデビューを果たし、4回判定勝ちを収め白星でデビューを飾った。
1982年9月18日、朱閔圭と対戦し引き分けに終わった。
1983年5月14日、崔年基と対戦し8回判定勝ちを収めた。
1983年6月26日、韓国スーパーフライ級王座決定戦を後のOPBF東洋太平洋スーパーバンタム級王者鄭喜演と対戦し、4回KO勝ちを収め王座獲得に成功した。
1983年8月27日、崔勇基と対戦し9回KO勝ちを収め、初防衛に成功した。
1983年10月23日、杨浩叶と対戦し、10回判定勝ちを収め2度目の防衛に成功した。
1983年12月10日、大阪市の大阪城ホールで春日井健とIBF世界スーパーフライ級初代王座決定戦を行い、5回TKO勝ちを収め王座獲得に成功した。
1984年1月28日、ソウルで後のOPBF東洋太平洋スーパーバンタム級王者プラユンサク・ムアンスリンと対戦し、12回TKO勝ちを収め初防衛に成功した。
1984年3月17日、ディエゴ・デヴィラと対戦し、初回2分35秒KO勝ちを収め2度目の防衛に成功した。
1984年5月26日、フェリックス・、マルケスと対戦し、6回TKO勝ちを収め3度目の防衛に成功した。
1984年7月22日、釜山市で元OPBF東洋太平洋スーパーフライ級王者ウィリアム・デベロスと対戦し、7回KO勝ちを収め4度目の防衛に成功した。
1985年1月6日、公园光と対戦し、最終15回53秒KO勝ちを収め5度目の防衛に成功した。
1985年5月3日、ジャカルタのゲロラ・ブン・カルノ・スタジアムでエリー・ピカルと対戦し、キャリア初のKO負けとなる8回TKO負けを喫し6度目の防衛に失敗し、王座から陥落した。ピカルの勝利でインドネシアのボクサーで初めての世界王者が誕生した。
1986年9月27日、リトル・ホームスと対戦し10回判定負けを喫した。この試合後に1度目の引退を表明した。
1989年11月25日、鍾慶文と対戦し3回KO勝ちを収め、3年2か月ぶりの復帰戦を白星で飾った。
1989年12月30日、金海一と対戦し、7回KO負けを喫した試合を最後に25歳で現役を引退した。

## 獲得タイトル
- 韓国スーパーフライ級王座
- 初代IBF世界スーパーフライ級王座（防衛5）